# Ganadahalli, Krishnarajpet
Ganadahalli là một làng thuộc tehsil Krishnarajpet, huyện Mandya, bang Karnataka, Ấn Độ.